# Deux pianos
Albums de Juliette avec Didier Goret
Rimes féminines
(1996) Assassins sans couteaux
(1998)
Deux pianos est le quatrième album live de l'auteur-compositrice-interprète française Juliette, sorti en 1998.

## Genèse
Après la parution de son disque Rimes féminines, que la chanteuse juge « assez abouti », Juliette décide d'arrêter sa collaboration avec le parolier Pierre Philippe car elle ne voit pas comment ils auraient pu « aller plus loin ». Après une tournée qui débute à la Cité de la musique en compagnie de quarante musiciens du 13 au 14 avril 1996, Juliette se lance dans un tour de chant à deux pianos (avec Didier Goret comme second pianiste) lors d'un concert donné au Théâtre d'opérette de Bucarest,. Après avoir reçu une première Victoire de la musique, le 5 février 1997, et grâce au support de sa productrice Mysiane Alès, la chanteuse investit la prestigieuse Salle Gaveau à Paris, où elle donne un nouveau concert avec deux pianos, toujours accompagnée du pianiste et arrangeur Didier Goret, du 18 au 31 décembre de la même année. Ce récital a été enregistré sous le titre Deux pianos.

## Caractéristiques artistiques

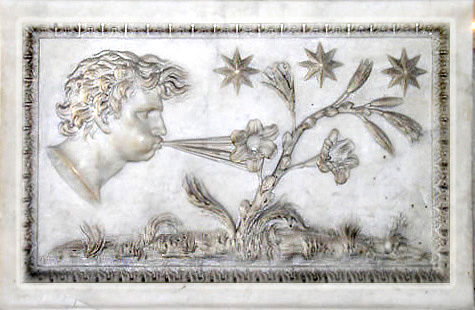
Éole, le facétieux régisseur des vents, a prêté son nom à la Ballade d'Éole de Frank Giroud.

Après avoir débuté le concert par une version parodique de L'embarquement pour Cythère  de Francis Poulenc (qui n'a pas été conservée sur le disque), la chanteuse offre à son public un florilège de ses anciennes chansons avec de nombreuses reprises inédites jusqu'alors. On retrouve plusieurs titres tirés du spectacle précédent comme La Petite Fille au piano, Revue de détail et La Belle Abbesse dans lesquels Juliette donne libre court à sa démesure, tandis que sa Berceuse pour Carlitos (un hommage au chanteur de tango Carlos Gardel), plus longue que dans la version studio qui figure sur Rimes féminines, permet de mettre en valeur la voix de l'interprète. Dans le même esprit, sa version de Sur l'oreiller se termine pratiquement a cappella et s'éteint dans un silence recueilli. 
Juliette profite également de l'acoustique de cette salle de concert pour reprendre ses toutes premières chansons comme Le P’tit Non et Les Romanichels qu'elle avait créées sur ¿Qué tal? et qu'elle interprète de façon moins exagérée sur le plan vocal. C'est également le cas pour Papier buvard (écrite par le poète surréaliste Robert Desnos) et même son classique Tout est bon dans l’cochon qui donnent lieu à des versions plus subtiles que sur l'album Juliette chante aux Halles.
Comme sur ses disques « live » précédents, la chanteuse propose au public des reprises de classiques de la chanson française comme Les Timides, que Jacques Brel avait créé à l'Olympia en 1964, et où elle joue sur les contrastes entre une voix tonitruante suivie d'inflexions quasi chuchotées. L'artiste reprend aussi La Joconde, un ancien titre popularisé par Barbara, et en fait ressortir l'aspect comique, sans oublier Tout fout l’camp, une chanson pacifiste peu connue de 1937 que Édith Piaf puis Damia avaient défendue en leur temps.
Le goût que Juliette manifeste pour les personnages inquiétants ou monstrueux (comme la petite « teigne » dépeinte dans La Petite Fille au piano) se retrouve de nouveau sur Un monsieur me suit dans la rue qu'Édith  Piaf avait également interprétée dès 1944,, mais surtout sur La Ballade d’Éole écrite par le scénariste Frank Giroud et mis en musique par Juliette. Ce dernier titre, plus connu dans sa version orchestrale présente sur l'album Assassins sans couteaux, sera par la suite régulièrement repris sur scène par la chanteuse. Son texte donne la parole à Éole, le maître du vent, et le montre tour à tour doux, vivifiant ou au contraire destructeur, quand il ne soulève pas la « robe des belles […] / ravivant en passant chez les passants ravis / l'envie d'être le vent à qui tout est permis ».

## Parution et réception
L'album Deux pianos est publié par le label Le Rideau Bouge en février 1998 et reçoit un bon accueil critique,. Le disque sera réédité par Polydor en 2002. La chanteuse le considère comme son « plus bel enregistrement public ».

## Fiche technique

### Liste des chansons
| 1.    | La Petite Fille au piano        | Pierre Philippe      | Juliette Noureddine | 4:55 |
| 2.    | Le P’tit Non                    | Norge                | Juliette            | 2:40 |
| 3.    | Revue de détail                 | Pierre Philippe      | Juliette            | 4:43 |
| 4.    | Sur l’oreiller                  | Juliette             | Juliette            | 5:40 |
| 5.    | Un monsieur me suit dans la rue | Jean-Paul Le Chanois | Jacques Besse       | 5:54 |
| 6.    | Les Timides                     | Jacques Brel         | Jacques Brel        | 4:59 |
| 7.    | La Belle Abbesse                | Pierre Philippe      | Juliette            | 5:48 |
| 8.    | La Joconde                      | Paul Braffort        | Paul Braffort       | 2:00 |
| 9.    | La Ballade d’Éole               | Frank Giroud         | Juliette            | 5:18 |
| 10.   | Les Romanichels                 | Juliette             | Juliette            | 6:21 |
| 11.   | Papier buvard                   | Robert Desnos        | Juliette            | 4:05 |
| 12.   | Tout fout l’camp                | Raymond Asso         | Robert Juel         | 4:53 |
| 13.   | Tout est bon dans l’cochon      | Juliette             | Juliette            | 4:53 |
| 14.   | Berceuse pour Carlitos          | Pierre Philippe      | Juliette            | 7:15 |
| 69:25 |                                 |                      |                     |      |

### Crédits
| - Juliette Noureddine : chant, piano - Didier Goret : piano | - Mysiane Alès (Le Rideau Bouge) : production - Gérard Lhomme : enregistrement et mixage - Jean-Pierre Bouquet : mastering - Philippe Cibille, Jean-Marc Macias : photographie |